# Susan McGahey

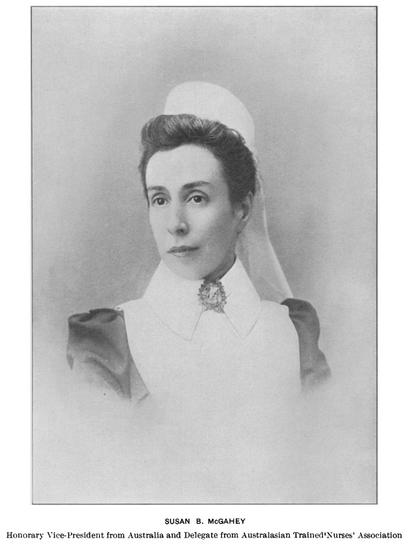
Susan B. McGahey

Susan Bell McGahey (* 1862 in Stewartstown, County Tyrone/Nordirland/Vereinigtes Königreich; † 16. November 1919 in Carlingford, New South Wales/Australien) war eine nordirisch-australische Oberschwester und Präsidentin des International Council of Nurses.

## Leben
Susan Bell McGahey wuchs mit fünf Geschwistern als Tochter des Farmerehepaares Robert und Annie McGahey in Nordirland auf. Sie besuchte das College in Belfast. Von 1884 bis 1886 absolvierte sie eine Krankenpflegeausbildung am London Hospital in Whitechapel (London). Ihre Mentorin war die Krankenschwester Eva Luckes, eine Freundin von Florence Nightingale. Nach dem Examen arbeitete McGahey zunächst am London Hospital weiter, verließ aber 1890 aus gesundheitlichen Gründen ihre Heimat und ging nach Australien. Dort wurde sie sofort Oberschwester (Matron) am Carrington Convalescent Hospital in Camden, New South Wales. Im Juli 1891 wurde sie Oberschwester am Prince Alfred Hospital in Sydney (R.P.A.H). McGahey stellte hier Raumpflegerinnen ein, die die Probeschwestern entlasteten und ernannte leitende Krankenschwestern in neu geschaffene Verwaltungspositionen. Als Matron war sie auch zuständig für Ausbildungsfragen in der Krankenpflege. Die Reformen, die McGahey im R.P.A.H. in der Pflege durchführte, brachten ihr internationale Reputation ein. Eine ihrer Schülerinnen war Isla Stuart Blomfield. 1899 war McGahey Mitbegründerin der Australasian Trainer Nurses' Association (ATNA). Sie war ebenfalls Mitbegründerin der Zeitschrift Australasian Nurses' Journal, der Fachzeitschrift der ATNA. 1901 unternahmen Blomfield und McGahey eine gemeinsame Studienreise in die USA und besichtigten dort Krankenhäuser und Pflegeschulen. Es wurde McGahey, der eine mehrjährige Pflegeausbildung mit einem vierten postgraduierten Jahr vorschwebte, nicht gestattet, am R.P.A.H eine diesen Plänen entsprechende Krankenpflegeschule zu eröffnen. McGahey hatte in Sir Thomas Anderson Stuart, dem ärztlichen Direktor, einen mächtigen Gegner. Deshalb verließ sie nach 13 Jahren das Krankenhaus und wechselte an das Charlemont Private Hospital. Hier durfte sie eine Schule nach ihrer Vorstellung gründen. 
Sie korrespondierte in Fragen der Pflegeausbildung mit der Engländerin Ethel Bedford-Fenwick, der Begründerin des International Council of Nurses (ICN). Auch die US-Amerikanerin und Sekretärin des ICN, Lavinia Dock, gehörte zu den Korrespondenzpartnerinnen McGaheys. Von 1904 bis 1909 wurde McGahey dann ihrerseits Präsidentin des International Council of Nurses. Als Präsidentin blieb sie, wohl aufgrund der weiten Entfernung und ihres angeschlagenen Gesundheitszustandes, eher wirkungslos. Auch der ärztliche Widerstand aus dem eigenen Land behinderte die Verwirklichung ihrer Ideen. McGahey konnte als Präsidentin des ICN, anders als erwartet, keine nennenswerten Akzente setzen.
McGahey blieb unverheiratet. Sie verstarb bereits 1919 in ihrer australischen Wahlheimat an Krebs. Sie wurde auf dem Friedhof der Church of England in Carlingford begraben. 1922 wurde eine Gedenktafel für sie enthüllt und ein jährlicher Preis in ihrem Namen bei der R.P.A.H. gestiftet.